# Nino da Mingrélia
Nino (em georgiano: ნინო ბატონიშვილი; 1772 - 1847) era uma princesa real georgiana (batonishvili) como filha do rei Jorge XII da Geórgia e princesa consorte de Mingrélia como esposa de Grigol Dadiani, Príncipe Soberano da Mingrélia. Após a morte de seu marido em 1804, Nino foi regente de seu filho menor de idade, Levan, até 1811, e ajudou a colocar Mingrélia e Abecásia, um principado vizinho de seus sogros, sob a hegemonia do Império Russo. Em 1811, ela se aposentou em São Petersburgo, onde morreu aos 75 anos.